# Маркандея

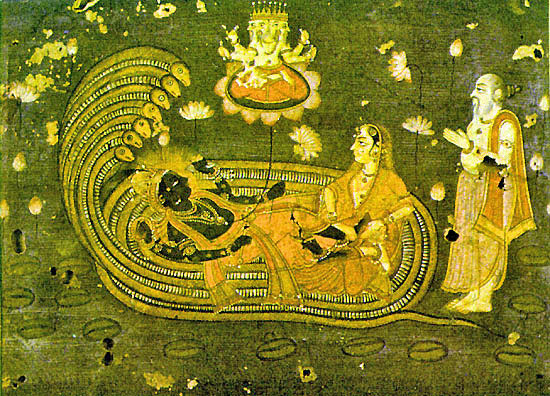
Изображение XVIII века с Вишну и его супругой Лакшми на Ананта-Шеше, Брахмой, появляющимся на лотосе из пупка Вишну, и мудрецом Маркандеей, возносящим молитвы Вишну

Марканде́я (санскр. मार्कण्‍डेय, IAST: Mārkaṇḍeya) — ведийский мудрец из рода Бхригу, которого почитают во всех основных направлениях индуизма. Описывается в Пуранах как великий преданный Вишну или Шивы. Одна из главных восемнадцати Пуран, «Маркандея-пурана», представляет собой диалог между Маркандеей и другим ведийским риши — Джаймини. О Маркандее также говорится в «Махабхарате»; молитвы и беседы Маркандеи описываются в «Бхагавата-пуране». На пути в Ямунотри в округе Уттаркаши находится место, где по преданию Маркандея поведал «Маркандея-пурану».

## Бхагавата-пурана
Истории жизни Маркандеи описана в 12 песне «Бхагавата-пураны». Согласно мифу, когда Земля должна была быть поглощена водой, Маркандея стал молиться Вишну, чтобы он его спас. Вишну появился в форме ребёнка и объявил, что он является Временем и Смертью, и сказал мудрецу войти в его рот и спастись от прибывающей воды. В животе Вишну Маркандея увидел все миры, семь сфер и семь океанов. Все горы и царства были там, все живые существа. Маркандея не знал, что с этим делать, и стал молиться Вишну. Едва начав, он вышел из уст мальчика. Вишну предстал перед мудрецом и благословил его. Маркандея провёл тысячу лет вместе с Вишну.

## Маркандея-пурана
Маркандея-пурана входит в канон из восемнадцати основных Пуран и написана в виде диалога между учеником Вьясы Джаймини и Маркандеей.

## Фильмы про Маркандею
- Markandeya (англ.) на сайте Internet Movie Database (1922)
- Markandeya (англ.) на сайте Internet Movie Database (1938)
- Bhakta Markandeya (англ.) на сайте Internet Movie Database (1956)